# Middellandse Zeespelen 2009
De Middellandse Zeespelen 2009 vormden de zestiende editie van de Middellandse Zeespelen. Ze werden gehouden van 25 juni tot en met 5 juli 2009 in de Italiaanse stad Pescara. De stad kreeg de voorkeur boven het Griekse Patras en het Kroatische Rijeka.

## Keuze
Op 18 oktober 2003 maakte het Internationaal Comité van de Middellandse Zeespelen bekend welke stad de Spelen in 2009 mocht organiseren. De gaststad werd gekozen in Aguadulce, vlak bij Almería, gaststad van de Spelen in 2005. Na de eerste (geheime) stemronde viel Rijeka af. Na de tweede ronde had geen enkele van de twee overblijvende steden het minimum van 42 stemmen, waardoor er opnieuw gestemd diende te worden. Na drie stemrondes viel uiteindelijk de beslissing.
| Stad    | Eerste ronde | Tweede ronde | Derde ronde |
| Pescara | -            | 41           | 42          |
| Patras  | -            | 37           | 36          |
| Rijeka  | -            | -            | -           |

## Sporten

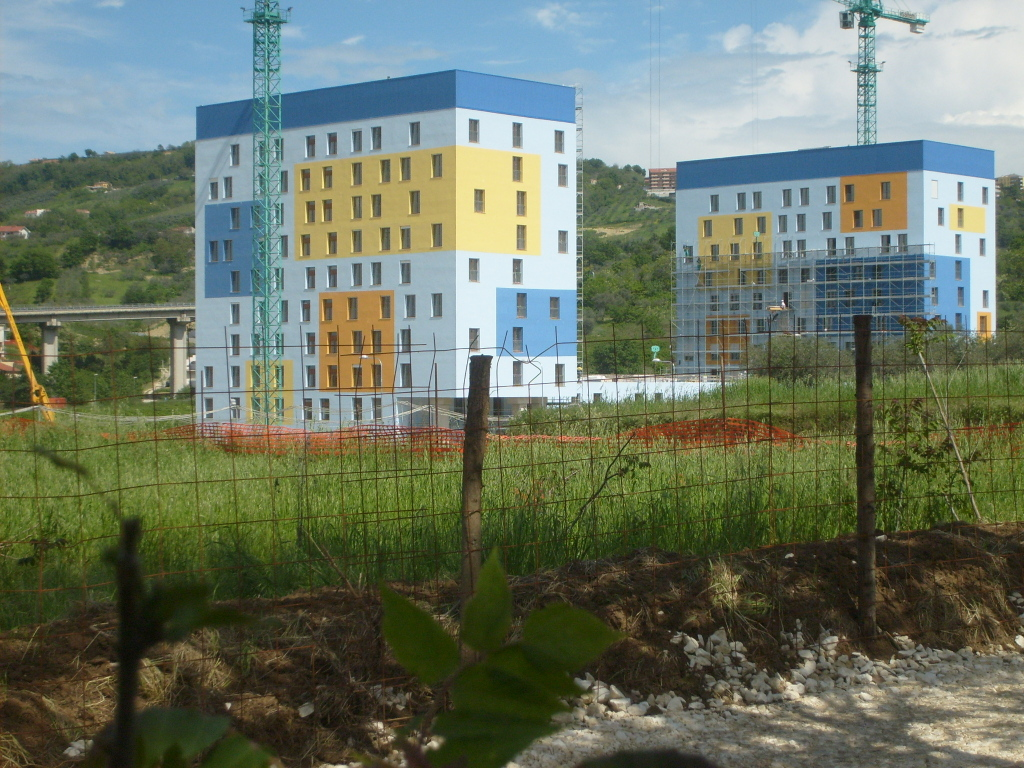
Het Mediterraan dorp in aanbouw

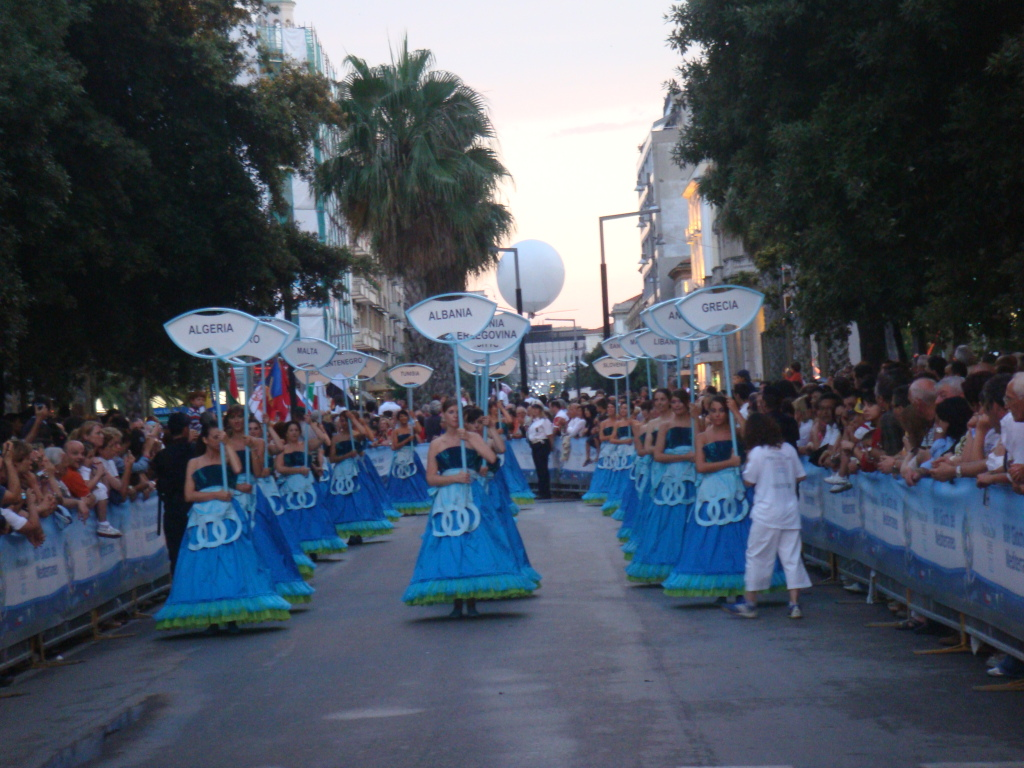
Momentopname uit sluitingsceremonie

Op deze Spelen stonden er 25 sporten op het programma. In 243 onderdelen konden medailles worden behaald.
| Atletiek Basketbal Bocce Boksen Gewichtheffen Golf Gymnastiek Handbal Judo | Kanovaren Karate Paardensport Roeien Schermen Schietsport Tafeltennis Tennis Voetbal | Volleybal Waterpolo Waterskiën Wielersport Worstelen Zeilen Zwemmen |

## Medaillespiegel
| Plaats | Land                  | Goud | Zilver | Brons | Totaal |
| 1      | Italië                | 64   | 49     | 63    | 176    |
| 2      | Frankrijk             | 48   | 53     | 39    | 140    |
| 3      | Spanje                | 28   | 21     | 34    | 83     |
| 4      | Turkije               | 20   | 19     | 26    | 65     |
| 5      | Griekenland           | 19   | 14     | 31    | 64     |
| 6      | Tunesië               | 13   | 11     | 13    | 37     |
| 7      | Egypte                | 11   | 10     | 13    | 34     |
| 8      | Servië                | 9    | 13     | 13    | 35     |
| 9      | Slovenië              | 7    | 9      | 10    | 26     |
| 10     | Marokko               | 6    | 9      | 6     | 21     |
| 11     | Kroatië               | 5    | 12     | 11    | 28     |
| 12     | Cyprus                | 3    | 4      | 1     | 8      |
| 13     | Albanië               | 2    | 4      | 0     | 6      |
| 14     | Algerije              | 2    | 3      | 12    | 17     |
| 15     | Syrië                 | 2    | 3      | 7     | 12     |
| 16     | Montenegro            | 2    | 2      | 3     | 7      |
| 17     | San Marino            | 1    | 3      | 2     | 6      |
| 18     | Libië                 | 1    | 0      | 6     | 7      |
| 19     | Bosnië en Herzegovina | 0    | 3      | 5     | 8      |
| 20     | Malta                 | 0    | 1      | 0     | 1      |
| 20     | Monaco                | 0    | 1      | 0     | 1      |
| Totaal | Totaal                | 243  | 244    | 295   | 782    |

## Deelnemende landen
Er namen 23 landen deel aan deze Middellandse Zeespelen. Servië en Montenegro nam niet meer deel wegens de splitsing van het land in 2006. Montenegro en Servië (hoewel niet grenzend aan de Middellandse Zee), namen elk afzonderlijk deel. Andorra, dat in 2001 als eens meedeed als observerend lid van het ICMZ, nam nu als volwaardig lid voor de tweede keer deel. Andorra en Libanon waren de enige landen die geen medailles wisten te veroveren.
- Albanië
- Algerije
- Andorra
- Bosnië en Herzegovina
- Cyprus
- Egypte
- Frankrijk
- Griekenland

- Italië
- Kroatië
- Libanon
- Libië
- Malta
- Marokko
- Monaco
- Montenegro

- San Marino
- Servië
- Slovenië
- Spanje
- Syrië
- Tunesië
- Turkije